# 백조자리 A 은하

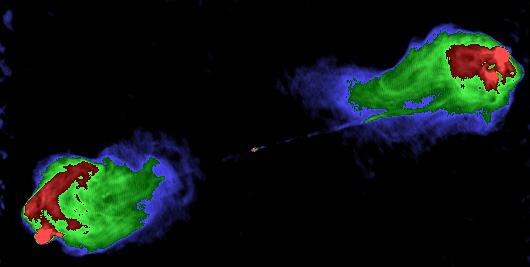
전파 방출 모습.

백조자리 A 은하(영어: Cygnus A, 3C 405)는 백조자리에 위치한 전파 은하이다. 강한 전파를 방출한다. 그루트 로터가 1939년에 발견하였다. 1953년에 두 개의 은하로 되어 있다는 것이 밝혀졌다.. 이 은하는 나중에 활동 은하로 분류되었다.
오른쪽 사진은 백조자리 A의 은하핵에서 전파가 방출되는 모습을 찍은 것이다..

## 발견 및 역사
1939년 미국의 전파 천문학자인 그로트 레버(Grote Reber)에 의해 처음 발견되었으며 가장 최초로 전파원임이 확인된 3개의 천체(고물자리 A, 카시오페이아자리 A, 백조자리 A)중 하나다. 이 중에서 백조자리 A만이 유일하게 우리 은하 외부에 위치해 있는 전파 은하이며, 나머지 둘은 우리 은하 내의 초신성 잔해이다. 중심에 있는 초대질량 블랙홀은 약 25억 태양질량의 질량을 가지고 있으며 이는 궁수자리 A*의 약 625배에 달하는 수치이다.

## 천문학적 의의
6억 광년이나 되는 먼 거리에 위치해 있음에도 불구하고 지구에서 가장 밝은 전파원 중 하나로 관측되고 있다.

## 강한 전파의 원인
이렇게 강한 전파를 내뿜는 원인은 은하핵과 은하 양쪽에 위치한 전파 로브에서 방출되는 싱크로트론 복사 때문이다. 백조자리 A의 전파 로브는 상대론적 제트에 의해 발생하며 직경이 약 50만 광년에 달한다.
이런 상대론적 제트는 중심 블랙홀의 활발한 활동으로 인해 나타난다.

## 은하 간 물질의 충돌
백조자리 A의 상대론적 제트 양쪽 끝에는 강력한 방사선이 검출되는 지역이 존재하는데, 이 지역을 흔히 핫스팟(Hot-Spot)으로 부르며 은하 간 물질과의 충돌로 인해 발생한다.

## 형태
가시광선 대역에서 백조자리 A는 타원 은하로 관측되나, 허블 우주 망원경으로 중심부를 관측한 결과 병합 중인 은하에서 주로 발견되는 특징들인 먼지 띠와 항성 탄생이 존재하는 것이 확인되었다. 이는 비슷한 전파 은하인 센타우루스자리 A에서도 발견되는 특징이며 은하 간의 병합이 활동 은하핵 현상을 발생시키는 주요 원인 중 하나라는 가설을 뒷받침해주는 사례이다. 이후 별 형성이 끝나면 타원 은하가 될 것이다.

## 같이 보기
- 가까운 은하 목록

### 내용 주
1. 1 2 3 4 5 6 7  “NASA/IPAC Extragalactic Database”. 2008년 10월 1일에 확인함.
2. ↑  Jennison, R.C.; Das Gupta, M.K. (1953). “Fine Structure of the extra-terrestrial radio source Cygnus 1”. pp. 996쪽. 2019년 8월 27일에 원본 문서에서 보존된 문서. 2019년 10월 25일에 확인함.
3. ↑  Strange, D. “The Radio Galaxy Cygnus "A"”. 1999년 2월 21일에 원본 문서에서 보존된 문서. 2008년 9월 22일에 확인함.
4. ↑  Nemiroff, Robert; Bonnell, Jerry (2002년 10월 5일). “X-Ray Cygnus A”. 2008년 9월 22일에 확인함.

## 참고 문헌
- Harris, D. E.; Carilli, C. L.; Perley, R. A. X-Ray Emission from the Radio Hotspots of Cygnus-A , Nature Vol. 367, pp. 713, 1994
- “Cygnus A”.
- Blanco, Philip (1997년 2월 7일). “The powerful radio galaxy Cygnus A”. 2012년 2월 10일에 원본 문서에서 보존된 문서. 2008년 2월 2일에 확인함.